# (14942) Stevebaker
(14942) Stevebaker est un astéroïde de la ceinture principale.

## Description
(14942) Stevebaker est un astéroïde de la ceinture principale. Il fut découvert le 21 juin 1995 à Haleakala par l'observatoire AMOS. Il présente une orbite caractérisée par un demi-grand axe de 3,18 UA, une excentricité de 0,09 et une inclinaison de 15,8° par rapport à l'écliptique.

## Compléments